# Let’s Get It On
Az 1973-as Let’s Get It On Marvin Gaye tizenkettedik nagylemeze. A What’s Going On követő áttörés után megjelenő album igazi szexikonná tette Gaye-t, és a zenei mainstreambe is bekerült. Az albummal megjelent három kislemez, a Let’s Get It On, a Come Get to This és a You Sure Love to Ball, mind sikert értek el a Billboard listáin. Az album Gaye legnagyobb kereskedelmi sikernek örvendő lemeze lett. Egyedi hangzása több későbbi R&B-előadóra is hatással volt.
2003-ban a Rolling Stone magazain Minden idők 500 legjobb albuma listáján a 165. lett. Szerepel az 1001 lemez, amit hallanod kell, mielőtt meghalsz című könyvben.

## Az album dalai
| 1. | Let’s Get It On                | Marvin Gaye, Ed Townsend | 4:44 |
| 2. | Please Stay (Once You Go Away) | Gaye, Townsend           | 3:32 |
| 3. | If I Should Die Tonight        | Gaye, Townsend           | 3:57 |
| 4. | Keep Gettin' It On             | Gaye, Townsend           | 3:12 |

| 1. | Come Get to This           | Gaye                                | 2:40 |
| 2. | Distant Lover              | Gaye, Gwen Gordy, Sandra Greene     | 4:15 |
| 3. | You Sure Love to Ball      | Gaye                                | 4:43 |
| 4. | Just to Keep You Satisfied | Gaye, Anna Gordy Gaye, Elgie Stover | 4:35 |

## Helyezések
| Év   | Lista              | Helyezés |
| ---- | ------------------ | -------- |
| 1973 | Billboard Top LPs  | 2        |
| 1973 | Billboard Soul LPs | 1        |
| 1984 | Billboard Top 200  | 127      |

## Közreműködők
- hangszerelés, karmester:
  1. David Van DePitte (a második oldal dalai)
  2. Gene Page (Come Get to This)
  3. Rene Hall (Keep Gettin' It On)
- basszusgitár: James Jamerson, Wilton Felder
- bongó: Bobbye Hall Porter
- bongó, dob: Eddie "Bongo" Brown
- dob: Paul Humphrey, Uriel Jones
- gitár: David T. Walker, Eddie Willis, Lewis Shelton, Melvin Ragin, Robert White
- ütőhangszerek: Emil Richards, Bobbye Hall Porter, Ernie Watts, Plas Johnson
- zongora: Joe Sample, Marvin Gaye, Marvin Jerkins
- ének, háttérvokál: Marvin Gaye
- háttérvokál a Just to Keep You Satisfied-on: The Originals
- vibrafon: Emil Richards, Victor Feldman

## Fordítás
Ez a szócikk részben vagy egészben a Let's Get It On című angol Wikipédia-szócikk ezen változatának fordításán alapul.  Az eredeti cikk szerkesztőit annak laptörténete sorolja fel. Ez a jelzés csupán a megfogalmazás eredetét és a szerzői jogokat jelzi, nem szolgál a cikkben szereplő információk forrásmegjelöléseként.